# 北原義道
北原義道（きたはら よしみち, 1846年12月9日(弘化3年10月21日) - 1894年4月4日）は、プロテスタントの明治時代の牧師である。

## 生涯
信濃国高遠藩厩奉行の家に生まれる。幼少期には漢学を学ぶ。明治維新後は東京に出て、横浜に移り、J・H・バラからキリスト教を学んだ。
1872年(明治5年)6月9日にアメリカ合衆国長老教会のディビッド・タムソンより洗礼を受ける。1873年新栄教会創立の時に加わる。11月より東京市日本橋区本革屋町の自宅で伝道を始める。
牧師になるために最初タムソン塾で学び、1877年(明治10年)に東京一致神学校が創設されると入学する。1878年(明治11年)4月3日に服部章蔵、井深梶之助、植村正久、山本秀煌と共に補教師の准允を受ける。1879年に東京一致神学校の2期生として卒業する。
1878年11月9日に群馬県桐生に上州桐生教会を設立する。その後、東京で伝道を続け1879年11月22日に日本橋教会を設立する。
1880年(明治13年)に按手礼を受けて日本橋教会の牧師になった。
北原の息子の問題が原因になり青年たちが日本橋教会を離脱して新しい集会を作り、教会は分裂する。1889年(明治22年)に牧師を辞任する。分裂した集会は1890年(明治22年)にプリマス・ブレズレン派のハーバード・ブランドを指導者に迎える。
北原は1894年(明治27年)に胃癌で死去する。